# Adolphe Laferrière
Pour les articles homonymes, voir Laferrière.
Adolphe Laferrière, né le 12 avril 1806 à Alençon et mort le 15 juillet 1877 à Paris 11e, est un acteur français.
Il obtint de bonne heure des succès dans le drame, fut distingué par Frédérick Lemaître, et s’illustra particulièrement par le rôle d’Antony dans la pièce d’Alexandre Dumas. Il a joué avec succès jusqu’à ses dernières années, avec un air de jeunesse qui ne le quitta jamais.

## Biographie
Laferrière commença ses études au lycée Bonaparte, mais des revers de fortune l’empêchèrent de les continuer. Comme il avait une belle voix, Choron l’admit à son école et le fit débuter avec Duprez au Théâtre-Français dans les chœurs d’Athalie.
Il déserta ensuite la musique pour le drame, débuta à Montmartre, parut avec succès à l’Ambigu, dans Calas, de Victor Ducange, et obtint, grâce à Frédérick Lemaître, un engagement à la Porte-Saint-Martin, où il joua dans Marino Faliero. Picard lui prédit alors un bel avenir, et Schœnbrunn, Schylock, l’Homme du monde, la Première affaire ne tardèrent pas à justifier la prophétie.
Engagé aux Français, il y joua les rôles de Séide dans Mahomet, de Saint-Mégrin dans Henri III mais, s’étant vu refuser celui d’Hamlet, il quitta la Comédie-Française et n’y reparut que pour remplir le rôle d’Arthur dans Térésa d’Alexandre Dumas. Peu après, il passa en Suisse, puis en Russie, où il suscita, dans l’Escroc du grand monde, un enthousiasme auquel s’associa le tsar Nicolas Ier, et fut comblé de présents.
Revenu en France, il entra à la Gaîté en 1837, y remplit le rôle de Georges dans Pauvre mère ! et joua successivement Marcel, le Pauvre idiot, le Sonneur de Saint-Paul. Il parut encore au Vaudeville, dans Marguerite, et au Théâtre-Historique, dans le Chevalier de Maison-Rouge, où le rôle de Maurice lui fit une grande popularité.
Au retour d’une longue tournée dans es principales villes de France et d’Espagne (1853), Ponsard lui confia le rôle de Georges dans l’Honneur et l’Argent et, habile à se rajeunir, contribua à sa part au succès de cette œuvre. À l’Odéon, où il créa, depuis, un second Georges dans la Conscience (1855), Léon, dans la Bourse (1856), et divers autres rôles de jeunes gens.
Dans les intervalles, il reparut avec succès sur la scène de la Gaîté et reprit ou créa divers rôles dans le Médecin des enfants, la Fausse adultère, Fou par amour, Antony, Henri III, l’Aveugle, Les Fiancés d’Albano (1853-1857).
Depuis cette époque, il a passé sur divers théâtres du boulevard et a joué, à l’Ambigu, la Martyre du cœur ; à la Porte-Saint-Martin, l’Outrage et Richard d’Arlington ; au Cirque, l’Histoire d’un drapeau, le Prisonnier de la Bastille, etc. Il a reparu aussi à l’Odéon, dans Daniel Lambert, aux Folies-Dramatiques, dans La Dame aux camélias.
En 1864, il parcourut de nouveau la province, avec une troupe spécialement formée pour cette tournée et joua avec elle les principaux rôles de son immense répertoire puis, passant à l’étranger, il parcourut l’Allemagne et obtint des succès en Prusse. À son retour en France, il eut de courts engagements avec divers théâtres, pour jouer soit des rôles nouveaux comme dans les Sceptiques de Félicien Mallefille au théâtre de Cluny, en 1867, soit d’anciennes créations, comme dans la Conscience d’Alexandre Dumas, à l’Odéon, 1868.

## Publications
- Réponse à de faux bruits, impr. de Morris, Paris, 1855.
- Souvenirs d’un jeune premier  (préf. Jules Claretie), Paris, Édouard Dentu, 1876 (lire en ligne).

## Sources
- Gustave Vapereau, Dictionnaire universel des contemporains : contenant toutes les personnes notables de la France et des pays étrangers, Paris, Hachette, 1880, 5e éd., 1892 p. (lire en ligne), p. 1060.
- Biographie « Le Panthéon des comédiens : de Molière à Coquelin aîné / notices biographiques de Louis Péricaud ; préface de Coquelin aîné, 1922 » page 176
- Nécrologie sur trois colonnes « Le Gaulois » 17 juillet 1877